# 克里斯多福·平徹
克里斯托弗·約翰·平徹（1969年9月24日—）是一位英格蘭政治人物，他的黨籍是保守黨。他在1987年加入該黨。他在2010年至2023年間擔任塔姆沃思選區英國下議院議員。2019年7月起任歐美國務大臣。2020年2月出任住房國務大臣。2022年2月出任保守黨副首席黨鞭。不過同年他被曝光酒後猥褻2名男子。2022年6月30日，他不再擔任保守黨副首席黨鞭。而這一醜聞直接引发第二次約翰遜內閣多名大臣辭職，并最终导致时任英国首相鲍里斯·约翰逊下台。